# Cristo na Cruz adorado por dois doadores (El Greco)
Cristo na Cruz Adorado por Dois Doadores é uma pintura a óleo sobre tela de 1590 de El Greco, atualmente no Louvre, Paris.
Destinado a uma capela no mosteiro dos Jerónimos em Toledo, foi encomendado por uma das duas figuras mostradas debaixo da cruz nos lugares habitualmente ocupados pela Virgem Maria e por São João Evangelista.